# صلالة (قلنسية)
صلالة هي إحدى قرى عزلة جزيرة صابور كمال فرعون بمديرية قلنسية وعبد الكوري التابعة لمحافظة أرخبيل سقطرى، بلغ تعداد سكانها 60 نسمة حسب تعداد اليمن لعام 2004.